# Александрович, Константин Казимирович
Константин Казимирович Александрович (1865—?) — депутат Государственной думы Российской империи I созыва от Виленской губернии.

## Биография
Родился в 1865 (по другим данным в 1866) году в семье литовских крестьян в Трокском уезде Виленской губернии. Окончил два класса гимназии. Занимался земледелием. Литовский националист. В 1906 году был избран депутатом Государственной думы Российской империи I созыва, где входил в трудовую группу и примкнул к группе Западных окраин:466:155. После роспуска Думы «Выборгское воззвание» не подписывал. Дальнейшая судьба неизвестна.